# Марина, Нина Евдокимовна
Нина Евдокимовна Марина — советский хозяйственный, государственный и политический деятель, Герой Социалистического Труда.

## Биография
Родилась в 1929 году в селе Пеньки. Член КПСС.
С 1950 года — на хозяйственной, общественной и политической работе. В 1950—2000 гг. — зоотехник Мало-Моршевского, Серповского зооветеринарных участков, зоотехник Старо-Томниковской машинно-тракторной станции, зоотехник, заведующая свинотоварной фермой колхоза «Ленинский путь» Моршанского района Тамбовской области.
Указом Президиума Верховного Совета СССР от 6 сентября 1973 года присвоено звание Героя Социалистического Труда с вручением ордена Ленина и золотой медали «Серп и Молот».
Избиралась депутатом Верховного Совета СССР 9-го и 10-го созывов.
Жила в селе Серповое Моршанского района Тамбовской области. Умерла 5 сентября 2015 года.